# Werfer-Länderkampf der Männer 1982 Italien – BR Deutschland
| 1. Leichtathletik-Länderkampf mit bundesdeutscher Beteiligung 1982 | 1. Leichtathletik-Länderkampf mit bundesdeutscher Beteiligung 1982 |
| ------------------------------------------------------------------ | ------------------------------------------------------------------ |
|                                                                    |                                                                    |
| Werfervergleich der Männer: Italien – BR Deutschland               |                                                                    |
| Austragungsort                                                     | Forlì                                                              |
| Wettbewerbe                                                        | 4                                                                  |
| Datum                                                              | 23. Mai                                                            |
| 1. FRG 2. ITA                                                      | 85 Punkte 62 Punkte                                                |
| Chronik                                                            |                                                                    |
| ← letzter LK 1981: 00FRG-ITA Nachwuchs (M)                         | FRG-URS 10kampf (M) →                                              |

Der erste Vergleich des Länderkampfjahres 1982 war ein Länderkampf der männlichen Werfer. In der norditalienischen Stadt Forlì trafen die bundesdeutschen Athleten am 23. Mai auf Italien. Es war der dritte Werfervergleich zwischen den beiden Ländern, die ersten beiden hatten die bundesdeutschen Vertreter 1980 und 1981 für sich entschieden.

## Modus
Auf dem Programm standen die vier olympischen Disziplinen der Kategorie Wurf/Stoß. Jede Mannschaft stellte pro Wettbewerb vier Teilnehmer. Der jeweilige Einzelsieger erhielt acht Punkte, der Zweite sieben, der Dritte sechs, der Vierte fünf usw.

## Ergebnis
Drei der vier Wettbewerbe verbuchten die bundesdeutschen Werfer für sich. Nur im Kugelstoßen brachten Italiens Vertreter mehr Punkte auf ihr Konto als ihre bundesdeutschen Kontrahenten. Damit entschied die Bundesrepublik Deutschland auch diesen dritten Werferländerkampf mit diesmal 85 zu 62 Punkten für sich.

## Legende
Kurze Übersicht zur Bedeutung der Symbolik – so üblicherweise auch in sonstigen Veröffentlichungen verwendet:
| k. A. | keine Angabe |

## Resultate

### Kugelstoßen
| Platz | Athlet                  | Land | Weite (m) |
| ----- | ----------------------- | ---- | --------- |
| 1     | Alessandro Andrei       | ITA  | 20,35     |
| 2     | Luigi De Santis         | ITA  | 20,06     |
| 3     | Mario Montelatici       | ITA  | 19,72     |
| 4     | Udo Gelhausen           | FRG  | 19,23     |
| 5     | Claus-Dieter Föhrenbach | FRG  | 18,09     |
| 6     | Josef Forst             | FRG  | 17,84     |
| 7     | Moreno Baldini          | ITA  | 17,59     |
| 8     | Karsten Stolz           | FRG  | 17,48     |

### Diskuswurf
| Platz | Athlet           | Land | Weite (m) |
| ----- | ---------------- | ---- | --------- |
| 1     | Rolf Danneberg   | FRG  | 63,74     |
| 2     | Werner Hartmann  | FRG  | 63,10     |
| 3     | Alwin Wagner     | FRG  | 61,86     |
| 4     | Marco Bucci      | ITA  | 61,86     |
| 5     | Marco Martion    | ITA  | 61,46     |
| 6     | Filippo Monforte | ITA  | 60,46     |
| 7     | Silvano Simeon   | ITA  | 59,52     |
| 8     | Hein-Direck Neu  | FRG  | 58,60     |

### Hammerwurf
| Platz | Athlet            | Land | Weite (m) |
| ----- | ----------------- | ---- | --------- |
| 1     | Klaus Ploghaus    | FRG  | 74,72     |
| 2     | Jörg Schaefer     | FRG  | 73,52     |
| 3     | Wolfgang Heinrich | FRG  | 70,86     |
| 4     | Marc Odenthal     | FRG  | 70,74     |
| 5     | Orlando Bianchini | ITA  | 70,52     |
| 6     | Renato Pini       | ITA  | 67,38     |
| 7     | Lucio Serrani     | ITA  | 63,30     |
| 8     | Giovanni Zichini  | ITA  | 62,06     |

### Speerwurf
| Platz | Athlet           | Land | Weite (m) |
| ----- | ---------------- | ---- | --------- |
| 1     | Wolfram Gambke   | FRG  | 82,84     |
| 2     | Helmut Schreiber | FRG  | 80,78     |
| 3     | Klaus Tafelmeier | FRG  | 79,78     |
| 4     | Sergio Vesentini | ITA  | 74,22     |
| 5     | Fabio Michielon  | ITA  | 69,14     |
| 6     | Andrea Chiaratta | ITA  | 68,54     |
| 7     | keine Angabe     | ITA  | k. A.     |
| 8     | Peter Schreiber  | FRG  | 66,20     |